# 아부다비 국영 석유 회사

아부다비 국영석유회사(아랍어: شركة بترول أبوظبي الوطنية) 또는 ADNOC(영어: Abu Dhabi National Oil Company)는 아랍에미리트 아부다비 토후국의 국영 석유 회사이다. 아랍에미리트에서 가장 규모가 큰 회사로 알려져있다.